# Gajówka (Basses-Carpates)
Pour les articles homonymes, voir Gajówka.
Gajówka est une localité polonaise de la gmina de Żołynia, située dans le powiat de Łańcut en voïvodie des Basses-Carpates.